# Leonhard Schultze jezici
Leonhard Schultze jezici (Walio-Papi jezici), jedna od glavnih skupina sepičkih jezika, nekad uključena u širu porodicu Sepik-Ramu koji se govore na području Papue Nove Gvineje. Sastoji se (po prijašnjoj klasifikaciji) od dvije glavne podskupine koje obuhvaćaju ukupno šest jezika, to su:
a) Papi (2) Papua Nova Gvineja: papi, suarmin. Danas se vode kao dio šire skupine sepik hill.
b) Walio (4) Papua Nova Gvineja: pei, tuwari, walio, yawiyo.
Po novijoj klasifikaciji skupina su sepičke porodice iz koje su papi jezici isključeni.

## Vanjske poveznice
- Ethnologue (14th)
- Ethnologue (15th)